# チェリー・チェン
チェリー・チェン（鍾楚紅、Cherie Chung、1960年2月16日 - ）は、香港の女優。

## 経歴
宝石店勤務を経て1978年のミス香港コンテストに参加して落選（4位）するが、TVBにスカウトされて1979年に映画『碧水寒山奪命金』でデビュー。その後、多数の映画に出演し、1983年には映画『香港ラバーズ 男と女』で香港電影金像奨最受歓迎女演員奨を受賞するなど、演技派女優として人気を博す。1987年『誰かがあなたを愛してる』（監督：メイベル・チャン、共演：チョウ・ユンファ）で香港監督協会賞の女優賞を受賞し、アジアを代表する女優となった。
1991年12月10日、「広告界の才」と謳われたマイク・チュー（朱家鼎）と、アメリカ・ロードアイランド州にあるカトリック教会にて結婚式を挙げた。式は、200万香港ドル以上もかけた、盛大なものだった。1994年に芸能界を引退、夫とともにカナダに移住した。2007年8月24日、香港の養和病院において、夫を食道癌で亡くす。ふたりの協議により、子どもはもうけていなかった。
夫の死後、ひとり悲しみに暮れていたが、友人たちの勧めで2009年6月17日、エステサロンのCM撮影を行ない、芸能界復帰を果たした。

## 出演作

### 映画
- 獣たちの熱い夜 ある帰還兵の記録（1981年）
- ポストマン・ファイツ・バック 巡城馬（1982年）
- 霊幻師弟 人嚇人（1983年）
- スター・フォース 未知との遭遇（1983年）
- 香港ラバーズ 男と女（1983年）
- Cherie 雪兒（1984年）
- Maybe It's Love 窺情（1984年）
- バナナ・コップ（1984年）
- 五福星（1984年）
- 恋するカエル王子（1984年）日本ではNetflix配信
- さよなら・再見（1985年）
- 北京オペラブルース（1986年）
- 新Mr.Boo! お熱いのがお好き（1986年）
- ゴールデン・スワロー 魔翔伝説（1987年）
- ファントム・ブライド 鬼新娘（1987年）
- 誰かがあなたを愛してる（1987年）
- 火舞風雲（1988年）
- 僕たちは天使じゃない（1988年）
- 独身喜族 別れてもダメな人（1988年）
- 月、星そして太陽（1988年）
- いつの日かこの愛を（1989年）
- アンディ・ラウ 野獣戦線（1989年）
- 極道追踪（1991年）
- 狼たちの絆（1991年）

### テレビ
- 浮雲 (Radio Television Hong Kong テレビドラマ) (1981年)